# 6083 Janeirabloom
6083 Janeirabloom (1984 SQ2) là một tiểu hành tinh vành đai chính được phát hiện ngày 25 tháng 9 năm 1984 bởi B. A. Skiff ở trạm Anderson Mesa thuộc đài thiên văn Lowell.